# Erik Hammar
Stig-Erik Hammar, född Blomberg 9 mars 1941 i Grytnäs, är en svensk skådespelare.

## Biografi
Hammar är son till valsverksarbetare Gustaf Fredrik Blomberg och hans hustru Valdy Lovisa, född Elfsberg. Han adopterades 1942 av Frans Hugo Hammar och hans hustru Gurli Märta Margareta, född Ersson. Han antogs i den första årskullen vid Statens scenskola i Stockholm 1964, tillsammans med Lena Nyman, Marie Göranzon, Rolf Skoglund, Irene Lindh, Ingrid Boström, Jan Nyman, Urban Sahlin, Bo Lööf och Axel Segerström.

## Filmografi
| År   | Roll                | Produktion            | Noter     |
| ---- | ------------------- | --------------------- | --------- |
| 1968 | Sandberg            | Exercis               | TV-film   |
| 1969 | Lufsen              | Miss and Mrs. Sweden  |           |
| 1974 | Ferdinand           | Stormen (The Tempest) | TV-teater |
| 1974 | Erik, lärare        | Sams                  |           |
| 1980 | En fransk budbärare | Sverige åt svenskarna |           |
| 1998 |                     | Tack för senast       | Kortfilm  |

## Teater

### Roller
| År   | Roll                      | Produktion                                                                            | Regi                | Teater                   |
| ---- | ------------------------- | ------------------------------------------------------------------------------------- | ------------------- | ------------------------ |
| 1969 | Karl                      | Bröllopsfesten (Hochzeit) Elias Canetti                                               | Donya Feuer         | Dramaten                 |
| 1969 | Vladimir Karlovitj Rode   | Tre systrar (Три сeстры, Tri sestry) Anton Tjechov                                    | Keve Hjelm          | Dramaten                 |
| 1970 | Basque                    | Misantropen (Le Misanthrope) Molière                                                  | Frank Sundström     | Dramaten                 |
| 1970 | Han En sjöofficer         | Ett drömspel August Strindberg                                                        | Ingmar Bergman      | Dramaten                 |
| 1970 | Matti                     | Herr Puntila och hans dräng Matti (Herr Puntila und sein Knecht Matti) Bertolt Brecht | Lars-Levi Læstadius | Helsingborgs stadsteater |
| 1971 | Colin                     | Räddad (Saved) Edward Bond                                                            | Kaj Ahnhem          | Helsingborgs stadsteater |
| 1971 | Raoul                     | Bamsingen (Le Babour) Félicien Marceau                                                | Martin Söderhjelm   | Helsingborgs stadsteater |
| 1971 | Skeppare Fabian           | Trettondagsafton (Twelfth Night, or What You Will) William Shakespeare                | Lars-Levi Læstadius | Helsingborgs stadsteater |
| 1971 | Terapeuten                | Tillståndet Kent Andersson och Bengt Bratt                                            | Stellan Olsson      | Helsingborgs stadsteater |
| 1972 | Bokhållare Gråberg Jensen | Vildanden Henrik Ibsen                                                                | Lars-Levi Læstadius | Helsingborgs stadsteater |
| 1972 | Alfa                      | Skymningsbaren (Twilight Bar) Arthur Koestler                                         | Stellan Olsson      | Helsingborgs stadsteater |